# 鹿児島県道472号日当山敷根線

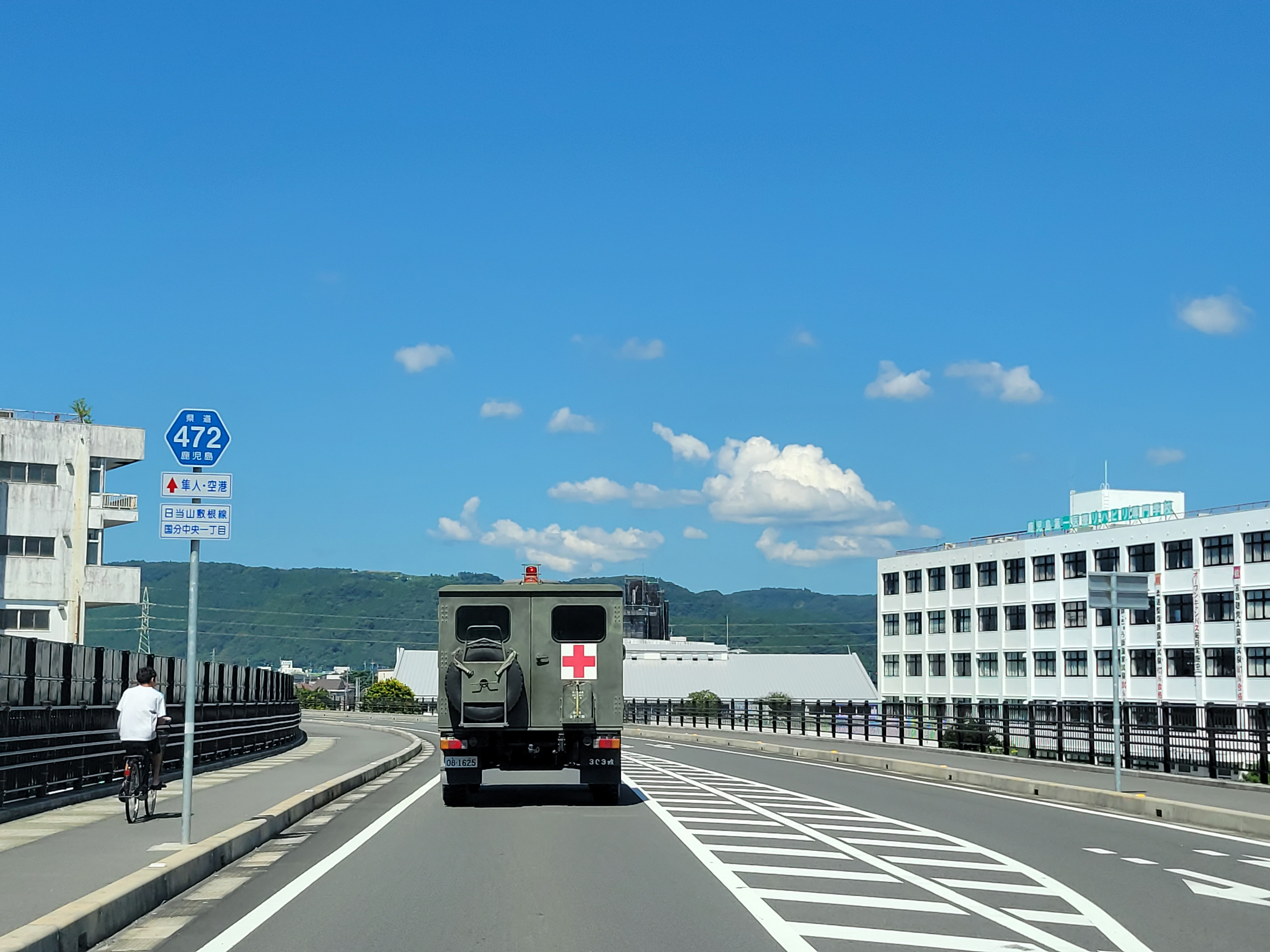
都市計画道路 新町線の一部として2020年12月に開通したバイパス道路、霧島市国分中央一丁目（空港方面、2023年撮影）

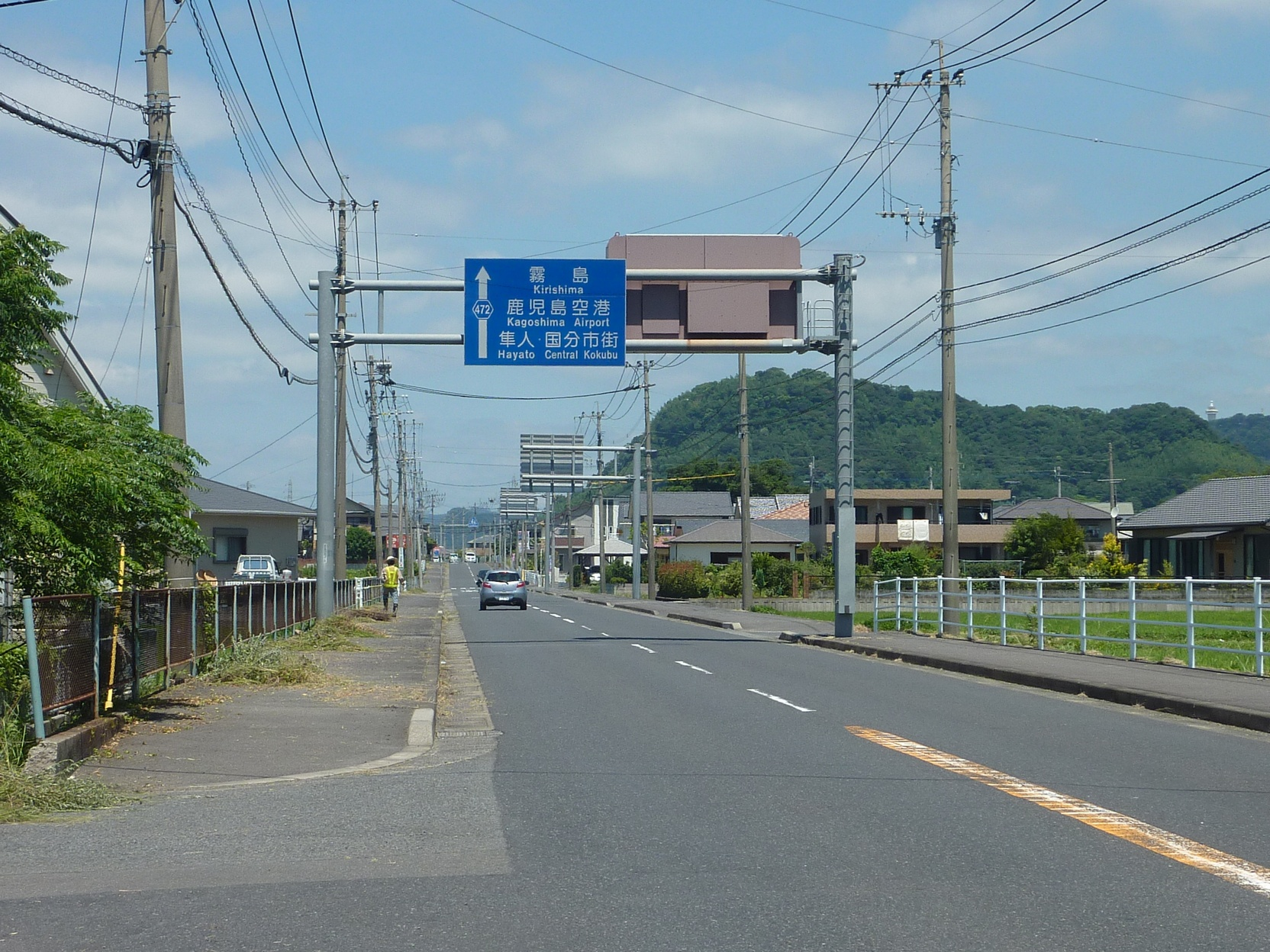
霧島市国分下井（市街地・空港方面、2011年撮影）
2023年現在の地理院地図では本路線の指定を外れている

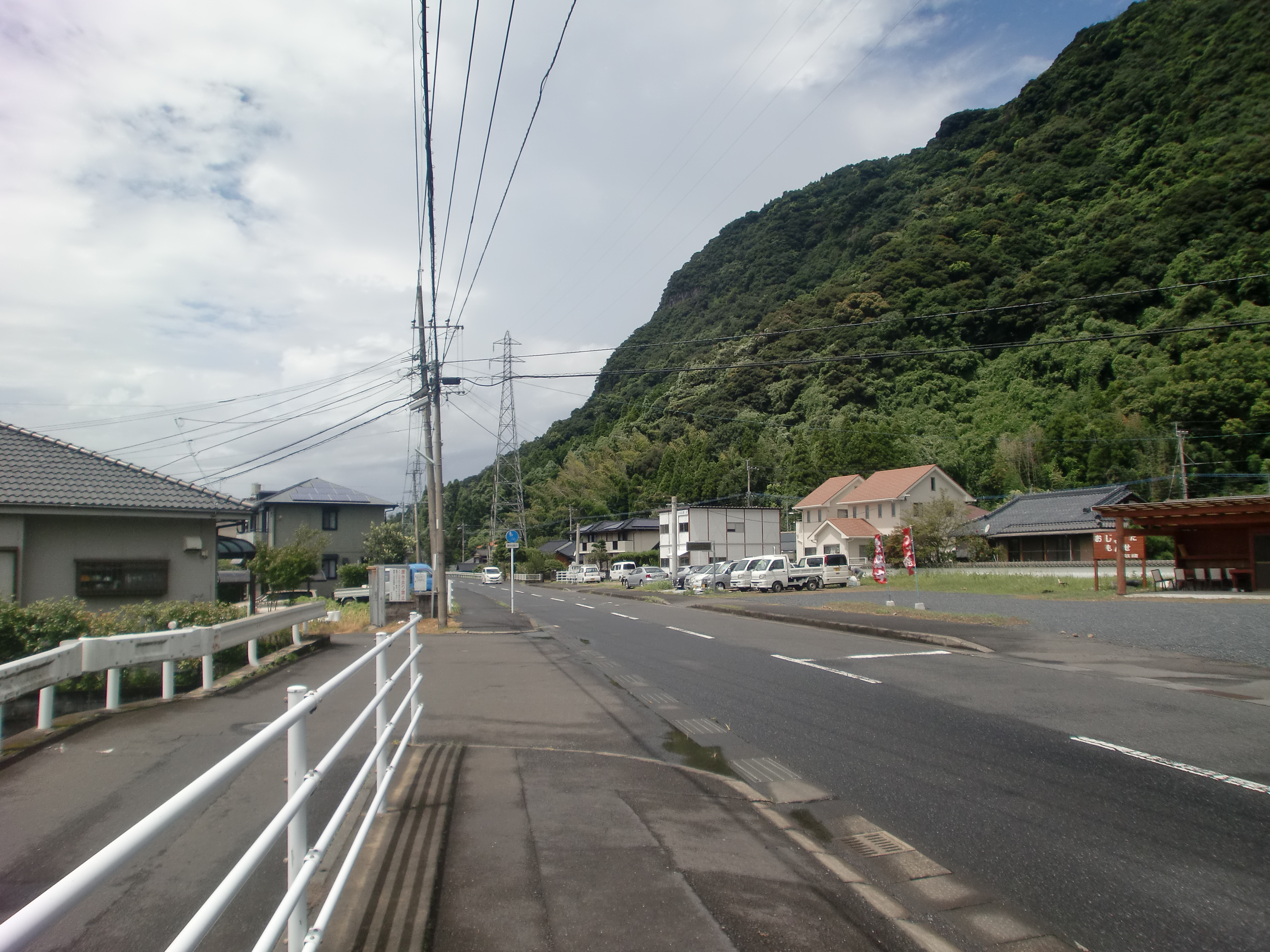
国鉄大隅線敷根駅跡付近（霧島市国分敷根、2012年撮影）

鹿児島県道472号日当山敷根線（かごしまけんどう472ごう ひなたやましきねせん）は、鹿児島県霧島市を通る一般県道であり、霧島市隼人町内（日当山温泉）から同 国分敷根に至る路線である。
霧島市道国分銅田線とともに霧島市の都市計画道路新町線の一部を構成しており、大隅半島から鹿児島空港へのアクセス道路としての機能を有している。

## 路線データ
- 起点：鹿児島県霧島市隼人町内（木之房交差点、国道223号交点）
- 終点：鹿児島県霧島市国分敷根

## 路線状況

### 重複区間
- 鹿児島県道60号国分霧島線・鹿児島県道471号北永野田小浜線（霧島市国分中央1丁目・国分中央一丁目交差点 - 霧島市国分中央3丁目・国分川跡交差点）
- 鹿児島県道491号大川原小村線（バイパス側、霧島市国分下井・国分銅田交差点 - 霧島市国分上井・国分南公園前交差点）

## 地理

### 通過する自治体
- 霧島市

### 交差する道路
| 交差する道路                                                                     | 交差する場所  | 交差する場所                                                                             |
| -------------------------------------------------------------------------------- | ------------- | ---------------------------------------------------------------------------------------- |
| 国道223号                                                                        | 隼人町内      | 木之房交差点 / 起点                                                                      |
| 鹿児島県道60号国分霧島線 重複区間起点 鹿児島県道471号北永野田小浜線 重複区間起点 | 国分中央1丁目 | 国分中央一丁目交差点                                                                     |
| 鹿児島県道60号国分霧島線 重複区間終点 鹿児島県道471号北永野田小浜線 重複区間終点 | 国分中央3丁目 | 国分川跡交差点                                                                           |
| 鹿児島県道491号大川原小村線 重複区間起点                                         | 国分下井      | 国分銅田交差点                                                                           |
| 鹿児島県道491号大川原小村線 重複区間終点                                         | 国分上井      | 国分南公園前交差点                                                                       |
| 国道10号 E78 東九州自動車道                                                      | 国分下井      | 国分I.C入口交差点 40 国分IC                                                              |
| 国道220号                                                                        | 国分敷根      | バイパス終点【北緯31度41分56.7秒 東経130度48分1.4秒 / 北緯31.699083度 東経130.800389度】 |

### 交差する鉄道
- 日豊本線

### 沿線
- JR九州日豊本線 国分駅
- 霧島市立国分中央高等学校
- 霧島市立国分南中学校